# Мекице Нирдамим
«Мекице Нирдамим» (ивр. מקיצי נרדמים‎) — еврейское научное общество по изданию памятников средневековой еврейской письменности, как рукописных, так и редких старопечатных книг. Было основано в Лыке (немецкое именование города Элк), Пруссия, в 1864 году.
Учредителями стали главный раввин Англии Адлер, Натан Маркус, Мозес Монтефиоре, Иосиф Цеднер, Альберт Кон, С. Д. Луццатто, М. Закс, издатель еврейского еженедельника «Ха-Магид» Липман Зильберман и М. Страшун.
В 1885 г. общество было реорганизовано. В третий раз общество было возобновлено в 1909 году. В 1934 году оно переехало в Иерусалим.